# 大阪市立中野中学校
大阪市立中野中学校（おおさかしりつ なかのちゅうがっこう）は、大阪府大阪市東住吉区にある公立中学校。略称は中野の「中」、中学校の「中」から「ナカチュウ」である。

## 沿革
従来の大阪市立東住吉第一中学校（現在の大阪市立摂陽中学校）の校区を分離し、1949年に大阪市立南百済小学校内に仮校舎を設置して開校した。翌1950年に現在地を学校敷地として定め、1952年までに段階的に現在地（今里筋と南港通の交差点 南東）に移転している。校舎は北館・東館・新館に学年毎に分かれる。北館にエレベータを設置している。
- 1949年4月1日 - 大阪市立東住吉第五中学校として開校。大阪市立南百済小学校を仮校舎とする。
- 1949年6月30日 - 大阪市立田辺中学校に分校を設置。
- 1949年11月1日 - 大阪市立中野中学校と改称。
- 1950年3月25日 - 現校地の用地を買収。
- 1950年4月 - 田辺中学校を本校とし、南百済小学校・摂陽中学校に分校を置いて授業をおこなう。
- 1950年7月10日  - 現在地に一部移転。
- 1952年11月1日 - 校舎完成祝賀式。
- 1956年 - 大阪市立今川小学校の開校に伴い、同校校区を中学校校区に編入。
- 1959年 - 大阪市教育委員会から、学校図書館教育の研究校に指定される。
- 1961年 - 大阪市教育委員会から、保健体育科（格技・相撲）および技術科の研究校に指定される。
- 1961年9月16日 - 第2室戸台風で校舎浸水被害。
- 1968年 - 大阪市立白鷺中学校の開校に伴い、今川小学校校区を白鷺中学校校区に変更。

## 通学区域
- 大阪市立東田辺小学校、大阪市立南百済小学校、大阪市立鷹合小学校、大阪市立湯里小学校の通学区域。

大阪市東住吉区 東田辺1-3丁目、駒川3丁目（一部）、駒川4-5丁目、針中野1-4丁目、中野3-4丁目、湯里1-6丁目、鷹合1-4丁目。

## 出身者
- ケンドーコバヤシ - お笑い芸人
- 桂二葉
- 茂呂真紀子 - タレント
- 出合正幸 - 俳優
- アキラボーイ - お笑い芸人
- 桂依央利 - プロ野球選手（中日ドラゴンズ）
- 濵田朝光 - kpop アイドル（TREASURE）
- 湯浅大智 - 東海大学付属大阪仰星高等学校ラグビー部監督
- 合田怜 - プロバスケットボール選手 (大阪エヴェッサ)
- 山田海斗[1] - ミュージシャン (Novelbright)
- 沖総次郎[1] - ミュージシャン (Novelbright)

## 交通
- Osaka Metro谷町線 駒川中野駅 東へ約750m、または平野駅 西へ約800m。
- 近鉄南大阪線 針中野駅 北東へ約1km。
- 大阪シティバス・大阪市高速電気軌道（いまざとライナー） 中野中学校前バス停。